# Делицын, Сергей Николаевич
Сергей Николаевич Делицын (3 (15) декабря 1858—1918) — русский хирург и анатом.
Окончил филологическую гимназию при Санкт-Петербургском историко-филологическом институте (1878, золотая медаль) и военно-медицинскую академию (1884). Работал хирургом в Варшавском военном госпитале.
В 1887 году был утверждён ассистентом при кафедре нормальной анатомии Петербургской военно-медицинской академии. В 1889 году защитил докторскую диссертацию «К вопросу о смещении органов шеи при некоторых движениях головы» и спустя два года был избран приват-доцентом. Кроме этого, с 1899 года он — профессор кафедры оперативной хирургии и топографической анатомии женского медицинского института.
Некоторое время Делицын преподавал в Харькове — был профессором медицинского факультета Харьковского университета.
В 1902—1912 годах — профессор кафедры оперативной хирургии и топографической анатомии Петербургской военно-медицинской академии.
Совместно с М. М. Волковым описал «патогенез подвижной почки» (1897), выяснил решающее значение внутрибрюшного давления в фиксации органов брюшной полости; первым установил различие формы почечных лож, изменения топографии органов и систем при патологических процессах. В 1904 году опубликовал работу «Общее и местное обезболивание», с исчерпывающей полнотой освещающую заслуги российских учёных в развитии анестезии.
Предложил ряд инструментов и аппаратов для анатомических исследований. В «Кратком курсе топографической анатомии и оперативной хирургии» (Спб., 1905—1906; в 2-х ч.) обратил особое внимание не только на технику хирургического вмешательства, но и на необходимость учитывать физиологическую допустимость операции. Одним из первых указал на необходимость тщательного изучения реакции всего организма на оперативное вмешательство. Считал недостаточным изучение техники операций на трупах и дополнял его операциями на животных.

## Источник
- Максименков А. Н. Делицын Сергей Николаевич // Большая медицинская энциклопедия : в 30 т. / гл. ред. Б. В. Петровский. — 3-е изд. — М. : Советская энциклопедия, 1977. — Т. 7 : Дегидразы — Дядьковский. — С. 94. — 548 с. : ил.